# 어향육슬
어향육슬(중국어 간체자: 鱼香肉丝, 정체자: 魚香肉絲, 병음: yúxiāngròusī 위샹러우쓰[*], 한자음: 어향육사)은 돼지고기를 볶아 만든 쓰촨 요리로, 위샹(생선향이라는 뜻이지만, 생선 맛이 나는 것이 아니라 생선 요리에 사용하는 양념이라는 뜻이다.)이라는 소스를 이용하는 것이 특징이다.

## 이름
중국어 "위샹러우쓰(鱼香肉丝, 魚香肉絲)"는 "생선 향"이라는 뜻인 "위샹(鱼香, 魚香)"과 "고기 채"라는 뜻인 "러우쓰(肉丝, 肉絲)"로 이루어진 말이다. "위(鱼, 魚)"는 "물고기"라는 뜻이며, "샹(香)"은 "향기"를, "러우(肉)"는 "고기"를, "쓰(丝, 絲)"는 "실"을 뜻한다. "위샹"은 쓰촨 요리의 주요 향미 가운데 하나이며, "러우쓰"는 실처럼 가늘게 채썬 돼지고기를 가리킨다.

## 만들기
가늘게 채썬 돼지고기는 간장, 소금, 황주, 옥수수 녹말에 재었다가 볶아 두고, 줄기상추나 죽순 같은 채소는 미리 데쳐 두었다가, 목이는 미리 불려 두었다가 쓴다. 재료를 볶기 전에 파(흰 부분), 마늘, 생강, 고추 등 향신채, 그리고 이어서 파오자오장 또는 두반장을 볶아 기름에 향을 입히며, 손질해둔 재료를 넣고 볶다가 마지막으로 설탕, 간장, 라오천추, 옥수수 녹말로 만든 소스를 부어 잘 섞어 낸다.

## 같이 보기
- 어향가지
- 경장육슬